# Verdens Herkules
Verdens Herkules er en dansk stumfilm fra 1908 produceret af Nordisk Films Kompagni og instrueret af Viggo Larsen.
Filmen blev distribueret i udlandet, bl.a. i USA, hvor den under titlen Hercules the Athlete eller Love Behind the Scenesblev vist sammen med en anden film fra Nordisk Film, Count Zeppelin's Aerostat. Filmen modtog i december 1908 postitive anmeldelser i magasinet The Moving Pictures World, der beskrev filmen som "endnu en succes fra The Great Northern Film Company" og roste filmens fotografering og skuespillernes præstation, og beskrev filmen som "rigtig kunst". 

## Handling
Denne artikel mangler et handlingsreferat. Hjælp os med at skrive det.

## Medvirkende
- Viggo Larsen
- Petrine Sonne
- Agnes Nørlund
- Holger-Madsen
- Knud Lumbye
- Aage Brandt